# Ouéré (Karangasso-Vigué)
Pour les articles homonymes, voir Ouéré.
Ne doit pas être confondu avec Ouara (Burkina Faso).
Ouéré est une localité située dans le département de Karangasso-Vigué de la province du Houet dans la région des Hauts-Bassins au Burkina Faso.

## Éducation et santé
Le centre de soins le plus proche de Ouéré est le centre de santé et de promotion sociale (CSPS) de Diosso.